# Euantennaria tropicicola
Euantennaria tropicicola är en svampart som beskrevs av Speg. 1919. Euantennaria tropicicola ingår i släktet Euantennaria och familjen Euantennariaceae.   Inga underarter finns listade i Catalogue of Life.